# 埃爾普羅格雷索

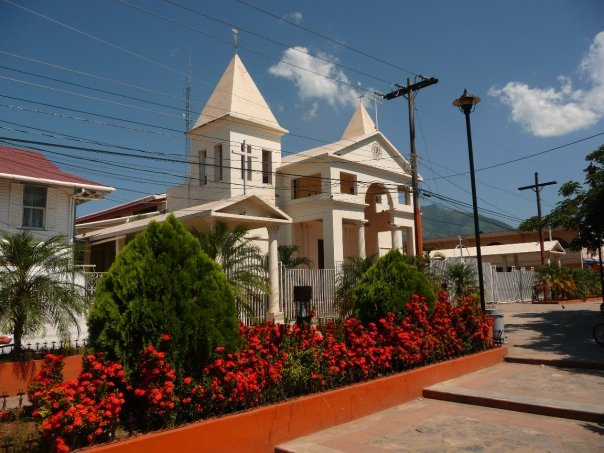
埃爾普羅格雷索

埃爾普羅格雷索（El Progreso）是洪都拉斯的城市，由約羅省負責管轄，位於該國西北部，始建於1892年10月19日，面積547平方公里，海拔高度44米，2001年人口147,369。
15°24′N 87°48′W / 15.400°N 87.800°W